# 苗場福祉会
社会福祉法人苗場福祉会（なえばふくしかい）は、介護施設などを運営する社会福祉法人。湖山医療福祉グループのメンバーである。

## 沿革
- 1993年（平成5年）- 6月21日、社会福祉法人苗場福祉会設立認可。
- 1993年（平成5年）- 6月24日　社会福祉法人苗場福祉会登記。
- 1994年（平成6年）- 4月1日、老人保健施設みさと苑を開設。
- 1997年（平成9年）- 4月1日、軽費老人ホームケアハウスリバーサイドみさと開設。老人福祉施設付設作業所を開設（ケアハウスリバーサイドみさと内）
- 2000年（平成12年）- 4月1日、みさと苑訪問入浴介護を開始。みさと苑居宅介護支援事業を開始。みさと苑新館を増築（入所定員70名から100名へ増床）（通所定員20名から45名へ増員）
- 2001年（平成13年）- 3月1日、認知症対応型老人共同生活介護事業グループホームひまわり開設。
- 2002年（平成14年）- 11月、みさと苑ユニットケア棟を増築（入所定員100名から110名へ増床）
- 2003年（平成15年）- 4月1日、健康倶楽部十日町を開設。
- 2004年（平成16年）- 6月1日、みさと苑訪問介護事業ヘルパーステーション「あおぞら」開始。
  - 9月10日、みさと苑配食サービスを開始。
- 2006（平成18年）- 1月8日、健康倶楽部中子の森（小千谷市）開設。
  - 4月1日、健康倶楽部たちばな（十日町市）開設　※旧川西町。
  - 4月1日、クアハウス津南（津南町）津南町より指定管理者制度により運営委託。
  - 12月1日、健康倶楽部かわぐち（川口町）開設。
- 2007年（平成19年）- 1月1日、特別養護老人ホームこころの杜（南魚沼市）開設。
  - 4月1日、特別養護老人ホームさくら館（千葉県船橋市）開設。
- 2008年（平成20年）- 3月1日、健康増進センターみさと（津南町）開設。
  - 4月1日、健康倶楽部ゆざわ（湯沢町）開設。
- 2009年（平成21年）- 5月1日、新潟市中央区小張木アーバンリビング鳥屋野を開設。
- 2011年（平成23年）- 3月1日、南魚沼市六日町に健康倶楽部つどいを開設。
- 2012年（平成24年）- 5月1日、十日町市に特別養護老人ホームまほろばの里川治を開設。

- 2014年（平成26年）- 4月、複合施設「むさし野の森」（埼玉県所沢市）開設予定。
- 2014年（平成26年）-10月、特別養護老人ホーム「ケアカレッジ」（埼玉県所沢市）開設予定。
- 2015年（平成27年）-特別養護老人ホーム「アルマ美浜」（千葉県千葉市）開設予定。
- 2015年（平成27年）-（仮称）特別養護老人ホームみさと苑（津南町）開設予定。

## 事業所
- 介護老人保健施設 みさと苑
  - 新潟県中魚沼郡津南町大字芦ヶ崎乙317番地1
- 軽費老人ホーム　リバーサイドみさと
  - 新潟県中魚沼郡津南町大字芦ヶ崎乙355番地
- グループホーム ひまわり　　　　　　　　　　　
  - 新潟県中魚沼郡津南町大字芦ヶ崎乙355番地
- 健康増進センターみさと
  - 新潟県中魚沼郡津南町大字芦ヶ崎乙203番地
- 健康倶楽部十日町
  - 新潟県十日町市四日町1332番地
- 健康倶楽部中子の森
  - 新潟県小千谷市大字薭生乙1460番地1
- 健康倶楽部たちばな
  - 新潟県十日町市仁田2311番地4
- 健康倶楽部かわぐち
  - 新潟県長岡市西川口1247番地1
- 特別養護老人ホームこころの杜
  - 新潟県南魚沼市六日町1148番地1
- 健康倶楽部ゆざわ
  - 新潟県南魚沼郡湯沢町大字土樽151-116
- 特別養護老人ホームさくら館
  - 千葉県船橋市習志野台5-36-11
- 特別養護老人ホームアルマ美浜
  - 千葉県千葉市美浜区稲毛海岸5-22-1
- 介護老人福祉施設純恵の郷
  - 千葉県千葉市中央区南生実町590-1
- アーバンリビング鳥屋野
  - 新潟県新潟市中央区小張木1丁目4番5号
- 健康倶楽部つどい
  - 新潟県南魚沼市六日町1141番地1
- 特別養護老人ホームまほろばの里川治
  - 新潟県十日町市川治4525番地